# Castel Mareccio
Castel Mareccio (Schloss Maretsch in tedesco) è un castello situato nel comune di Bolzano, in pieno centro storico, in una posizione che ne fa una residenza, piuttosto che una costruzione di difesa.

## Storia

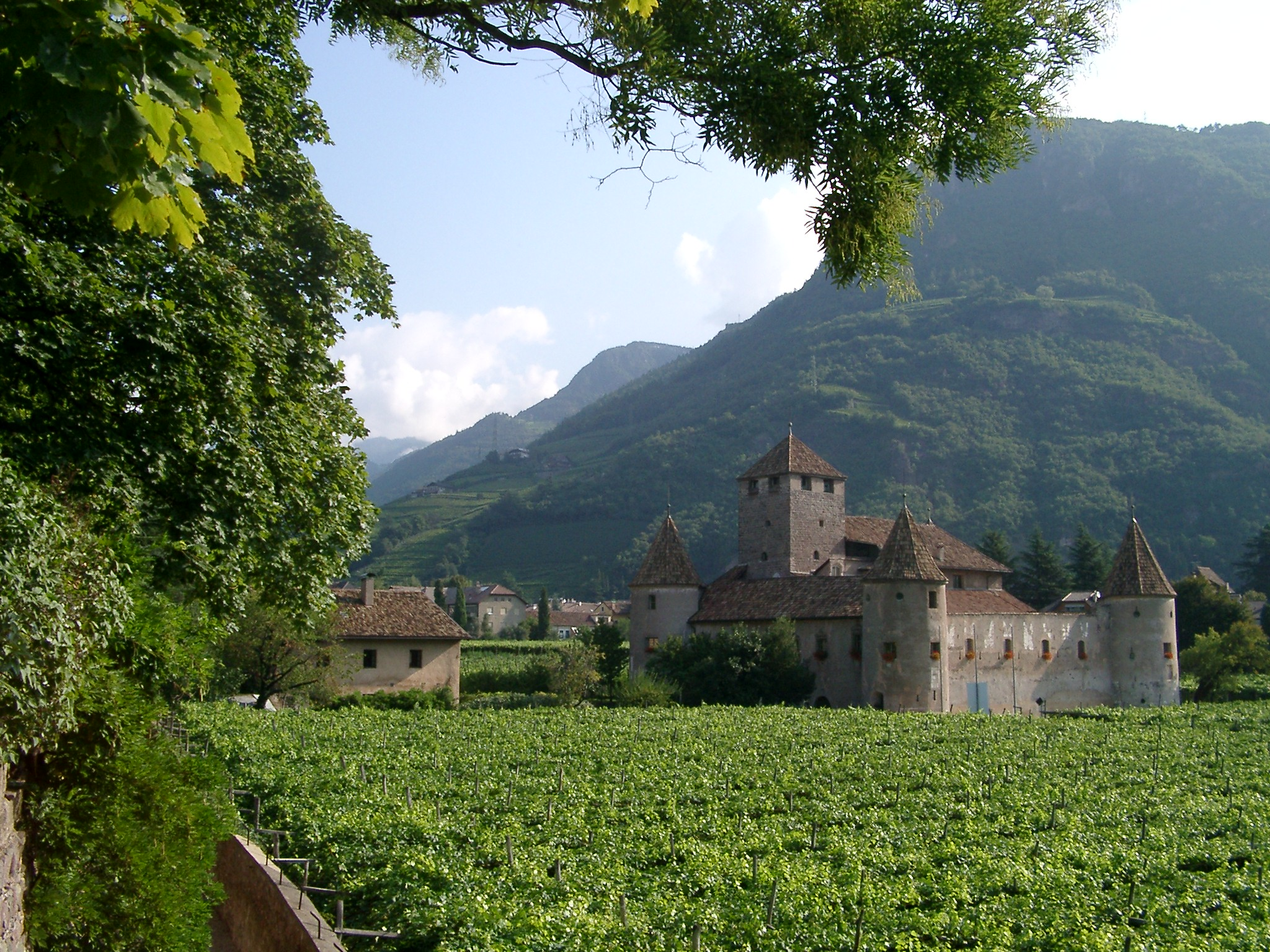
Castel Mareccio dal Lungotalvera

La prima menzione del toponimo "Moretes" risale agli anni 1180/90.
Il nucleo più antico del castello, non fu fatto costruire nel 1194, come la bibliografia più datata ha acriticamente sostenuto, da un certo Berthold von Bozen (Bertholdus de Bauzano), il quale non starebbe invece in alcuna relazione causale con la fortificazione. 
Il casato di Maretsch che diede il nome al castello, appare solamente nel 1275 con Enricus de Marets, un ministeriale del conte Mainardo II di Tirolo-Gorizia. Infatti, il torrione principale è databile solamente nel Duecento mentre è dal Trecento in poi che si susseguirono diverse fasi di ampliamento, di cui fanno parte anche il muro di cortina e i merli. Nel 1431 il castello è documentato quale "Maretsch bey Botzen" e nel 1438 quale " Maretsch ober Botzen".
lIl ramo bolzanino dei Mareccio si estinse nel 1835, passando al ramo di Naturno e di qui, per matrimonio, alla famiglia Reifer Quando era di proprietà di Christofer Reifer, questi disobbedì al duca Sigismondo il Danaroso e fu per questo imprigionato e costretto a pagare una multa che comprendeva la cessione al duca del castello e delle sue adiacenze. Sigismondo lo vendette ai signori Metzner (1476), che a loro volta lo vendettero ai Römer.
L'ampliamento più sostanziale fu voluto proprio dalla famiglia Römer verso la metà del XVI secolo: le altre quattro torri e gli affreschi nella sala dei cavalieri, nelle torri e nella cappella risalgono a quel periodo, così come il fossato di cinta col ponte. Gli autori dei numerosi affreschi sono ignoti, ma sono senz'altro riferibili alla corte dell'arciduca Sigismondo. I temi degli affreschi sono biblici, ma anche araldici. Anche come riconoscimento per questi lavori, ai Römer fu concesso il titolo di baroni dall'arciduca Ferdinando II d'Austria.
Passato per matrimonio agli Hendl, il castello nel XVII secolo passò prima al convento di Stams, poi a Guidobaldo di Thun, arcivescovo di Salisburgo.
I Thun lo possedettero fino al 1851, acquistato da Anna von Sarnthein. Questa lo affittò all'erario austriaco e Castel Mareccio divenne per oltre mezzo secolo deposito d'armi.
Dopo l'annessione all'Italia divenne sede del nuovo Archivio di Stato di Bolzano, ma lo stato della costruzione era tale che si rese necessaria una profonda ristrutturazione (1930/31). Negli anni ottanta l'Archivio fu spostato altrove. Lo acquisì allora l'azienda di soggiorno e turismo di Bolzano e ne fece sede, dopo un attento e impegnativo restauro sia delle strutture che degli affreschi, di convegni, mostre ed eventi.
Su una parete della torre di Castel Mareccio è presente il Sator, la parola palindroma che contiene il Padre Nostro e l'alfa e l'omega.
Varie copie del Sator riprodotte senza la traccia sono segnalate in altri castelli:
- Castello di Loches;
- Castello di Chinon;
- Castello di Langeais;
- Castello di Bonaguil;
- Castello di Jarnac;
- Castello di Rochemaure;
- Castello di Amberete-Brusaporto;
- Castello di Issogne.

Castel Mareccio oggi è un centro convegni ma previa prenotazione può anche essere visitato.